# Phytoecia virgula
Phytoecia virgula – gelegentlich Südlicher Walzenhalsbock genannt – ist ein auch in Mitteleuropa auftretender Käfer aus der Familie der Bockkäfer und der Unterfamilie der Weberböcke (Lamiinae). In Europa ist die Gattung Phytoecia mit sechzehn Arten vertreten. Weltweit werden bei GBIF über 260 Arten der Gattung gelistet.
In Deutschland wird der Käfer zu den vom Aussterben bedrohten Arten (Kategorie 1) gerechnet.

## Bemerkungen zum Namen
Der Käfer wird 1825 erstmals durch Charpentier unter dem Namen Saperda virgula beschrieben. Charpentier vergleicht Phytoecia virgula mit einem ähnlichen Käfer, dessen Schenkel ganz rot sind, während sie bei virgula nur in der Mitte (also in einem Streifen) rot sind. Dies erklärt den Namen virgula (von lat. „vírgula“ für „Streif“).
Die Gattung Phytoecia taucht erstmals in einem Katalog zur Käfersammlung von Dejean 1835 auf. Der Name ist von altgriechisch φυτόν phytón, deutsch ‚Pflanze‘ und οικία oikía, deutsch ‚Wohnung‘ abgeleitet und weist darauf hin, dass man die Käfer auf Pflanzen (Kräutern) findet.
Die Art wurde auch unter dem Namen Phytoecia punctum beschrieben, Varianten der Art unter den Namen Phytoecia virgula var. grisea, Phytoecia cyclops, Phytoecia virgula var. bravardi, Phytoecia virgula var. major.

## Eigenschaften des Käfers
| | |
| Abb. 1: Verschiedene Ansichten (jeweils Männchen)                                                                            | |
| | |
| Abb. 2: Details Punktierung und Behaarung links: um den roten Fleck des Halsschilds, rechts um das Schildchen                | |
| | |
| Abb. 3: Kralle des rechten Vorderbeins von schräg unten                                                                      | Abb. 4: Schiene des mittleren Beinpaars, Pfeil auf Kerbe                                                                                               |
| | Abb. 5: Ausschnitt der Unter- seite des Hinterleibs beim Männchen IV, V: 4.,5. Abdominalsternit Hinterrand des 5. Sternits zur Hälfte grün nachgezogen |
| Bei den Abb. 2, 5 und 6 ist der Kopf oben zu denken                                                                          | |
| | |
| Abb. 6: Unterseite eines Männchens im Bereich der Hinterhüf- ten, Dorn an der Hinterhüfte im rechten Bildbereich grün getönt | |

Der schlanke, sieben bis elf Millimeter lange Käfer ist schwarz, nur ein rundlicher Fleck auf dem Halsschild sowie das Pygidium und Teile der Beine sind orangerot. Er ist fast am ganzen Körper doppelt behaart, nämlich kurz anliegend und lang abstehend. Am ehesten ist die Art mit dem Schafgarben-Böckchen (Phytoecia pustulata) zu verwechseln, bei diesem hat der rote Halsfleck jedoch eine andere Form und Lage.
Der Kopf ist senkrecht zur Körperachse nach unten geneigt. Er ist breit und vorn schwach gewölbt mit einem sehr seichten Längseindruck. Die Fühlereinlenkungen sind seitlich vorstehend. Die Augen sind nahezu zweigeteilt, der größere untere Augenteil liegt unter der Fühlereinlenkung, der kleinere obere über der Fühlereinlenkung, die sehr enge Verbindung zwischen oberem und unterem Augenabschnitt hinter der Fühlereinlenkung. Die elfgliedrigen Fühler erreichen beim Weibchen kaum das Ende der Flügeldecken, beim Männchen überragt das zehnte bis elfte Fühlerglied das Körperende. Das erste Fühlerglied ist kürzer als das dritte, das dritte und das vierte Fühlerglied sind gleich lang. Die Fühler sind grau anliegend kurz behaart, unterseits tragen sie wenige, lange, abstehende, braune Wimpernhaare. Die Fühler verjüngen sich zum Ende hin nur wenig.
Der Halsschild ist in Aufsicht annähernd rechteckig und nur wenig breiter als lang. Er trägt an der Basis und hinter dem Vorderrand eine schmale und unscheinbare Querfurche sowie eine sehr flache, unauffällige, längs verlaufende Erhöhung. Der Halsschild trägt einen orangeroten runden bis wenig länglichen Fleck (Abb. 2 links), dessen Mittelpunkt in der vorderen Hälfte des Halsschilds liegt. Das Zentrum dieses Flecks ist nicht punktiert, während der restliche Halsschild so grob und dicht punktiert ist wie der Kopf. Die feine nach innen gerichtete graue Behaarung und die hellbraune längere aufrecht stehende Behaarung sind beide nur mäßig dicht und fehlen im Zentrum des orangeroten Flecks.
Das halbkreisförmige Schildchen ist dicht nach hinten anliegend grau behaart (Abb. 2 rechts).
Die Flügeldecken sind etwa vier Mal so lang wie der Halsschild, schmal und fast parallelseitig. Die Schulterbeulen sind abgerundet. Innerhalb der Schulterbeulen sind die Flügeldecken leicht niedergedrückt. Die Flügeldeckennaht ist erhöht. Die Punktierung der Flügeldecken ist gröber als an Kopf und Halsschild (Abb. 2 rechts), nach außen wird sie feiner. Die Flügeldecken tragen eine graue, feine, kurze, nach hinten anliegende Behaarung sowie kräftigere, fast aufrechte helle Haare. Das Flügeldeckenende ist abgestutzt und bedeckt das Hinterleibsende nicht völlig, das sichtbare Pygidium ist orangerot und gelblich behaart.
Die Beine sind schütter anliegend behaart. Die Schenkel sind mäßig dick. Die für die Weberböcke charakteristische schräge Längsfurche auf der Innenseite der Vorderschienen ist unscheinbar. Dagegen enden die Schienen des mittleren Beinpaars in beiden Geschlechtern mit einer schräg von außen nach hinten unten verlaufenden Kerbe (Abb. 4 grüner Pfeil). Die Klauen tragen am Grund einen deutlichen, großen Zahn (Abb. 3, der Zahn nur an der seitlich abgebildeten Klauenhälfte sichtbar, an der von unten abgebildeten Klauenhälfte verdeckt). Die Vorderbeine sind bis auf die Tarsen und meist auch die Spitzen der Schienen rotorange, bei den übrigen Beinen ist nur der mittlere Teil der Schenkel orangerot, der Rest schwarz.
Nur bei den Männchen sind auf dem Innenrand der Hinterhüften Dornen ausgebildet (Abb. 6).
Die Unterseite ist mäßig dicht grau behaart. Beim Männchen ist das fünfte  Hinterleibssternit rotbraun bis blassrot und am Ende schwarz gerandet und doppelt geschwungen (Abb. 5). Beim Weibchen ist das fünfte Hinterleibssegment hinten abgestutzt.

## Entwicklungsstadien

### Ei
Das Ei ist 2,1 Millimeter lang und 0,4 Millimeter breit. Der Pol, an dem der Kopf der Larve entsteht, ist breiter als der Pol, an dem das Larvenende entsteht. Das Ei ist weiß, glatt und mit einer pergamentartigen Hülle umgeben.

### Larve
Die Larve erreicht im letzten Stadium elf Millimeter Länge, der Kopf ist nur 1,5 Millimeter breit. Die Larve ist gelblich, im vorderen Bereich des Pronotums bleich. Der Kopf ist zur Hälfte in den Brustabschnitt zurückgezogen. Die kurzen Fühler ragen nicht über den Sockel hinaus. Unter jedem Fühler liegt ein einzelner Ocellus.
Der erste Brustabschnitt ist etwa doppelt so breit wie der Kopf. Er ist glänzend. Der nach vorn abgesenkte Abschnitt ist weißlich. Es folgt ein leicht bräunlicher und spärlich behaarter Bereich, dahinter liegt ein kurzes und breites Feld mit einheitlich geformten Stacheln. Seitlich verlaufen zwei schräge Furchen.
Der Hinterleib ist dick und verjüngt sich nach hinten kaum. Seitlich ist er zerstreut behaart. Die Wülste zur Fortbewegung sind ledrig und pro Segment auf dem Rücken hoch, auf der Seite im vorderen Teil des Hinterleibs durch eine Längsfurche zweigeteilt, im hinteren Teil des Hinterleibs durch eine Querfurche zweigeteilt. Das elfte Abdominalsegment endet breit abgerundet.

### Puppe
Die Puppe ist weiß. Am Halsschild ist sie seitlich und vorn spärlich hell behaart. Bei den Hinterleibstergiten ist apikal je ein Querstreifen sehr feiner Stacheln ausgebildet.

## Biologie
Der wärmeliebende Käfer bewohnt offene Graslandschaften (Trocken- und Halbtrockenrasen), die er in Mitteleuropa in sonnenexponierten Hanglagen oder auf durch Gehölze geschützt liegenden Rasenflächen, beispielsweise auf Truppenübungsplätzen, findet. Bezüglich der Höhenlage des Lebensraums ist der Käfer wenig beschränkt. Die bei Zobodat aufgeführten Fundorte liegen 131 Meter hoch und höher, aus der Türkei ist ein Fundort in 1262 m gemeldet, aus dem Libanon ein Fundort in 1750 m Höhe.

### Unklarheiten
Bezüglich der Biologie der Art gibt es zwei Quellen, deren teilweise Widersprüche sich möglicherweise durch Rassenbildung oder Anpassungsfähigkeit des Käfers erklären lassen. Eine Quelle bezieht sich auf die in Asien lebenden Vertreter (Quelle A), die zweite bezieht sich auf Beobachtungen, die in Brandenburg gemacht wurden (Quelle B).
- Laut Quelle A beträgt der Entwicklungszyklus der Art zwei Jahre, laut Quelle B ist die Entwicklung des Käfers einjährig. Ein Einzelfund einer Larve im Frühjahr wird hier als mögliche zweite Generation des Vorjahrs gedeutet. In einer weiteren Veröffentlichung aus Kasachstan wird die Art ebenfalls als einjährig eingestuft,[21] auf der polnischen Seite zur Art dagegen als zweijährig.[22] Übereinstimmend wird festgestellt, dass der Käfer, bevor er im Frühjahr erscheint, bereits in der Puppenwiege als Imago überwintert.
- Während durchgehend auf die zahlreichen Wirtspflanzen aus verschiedenen Pflanzenfamilien hingewiesen wird (Schafgarben, Möhren, Chrysanthemen, Wucherblumen, Beifuß, Habichtskräuter, Ochsenzungen, Salbei, Pastinak, Alant, Strohblumen) erwähnt Quelle B, dass Entwicklungsstadien des Käfers mit einer Ausnahme nur im Feld-Beifuß gefunden wurden, obwohl mehrere potentielle Wirtspflanzenarten anwesend waren. Die Gefahr des Aussterbens wird darin gesehen, dass der Feld-Beifuß durch Verbuschung verdrängt wird.
- Laut Quelle A werden die Eier am Stängel der Wirtspflanze abgelegt und die Larven fressen sich dann nach unten. Laut Quelle B fressen sich im Feld-Beifuß die frisch geschlüpften Larven erst in Richtung nach oben, bis sie die Vegetationsspitze durch Fraß vernichtet haben, erst danach fressen sie sich in den Wurzelbereich hinab.
- Laut Quelle A schädigen die Larven vor dem Eindringen in die Wurzel die Wirtspflanze durch Nagen in die Breite so, dass sie in Bodenhöhe abbricht oder abknickt. Die Bruchstelle wird anschließend verstopft. In Quelle B wird betont, dass die Vitalität des Feld-Beifußes durch den Larvenfraß nicht wesentlich beeinträchtigt wird.

### Aktivität und Flugzeit
Die Käfer sind tagaktiv und können bis zur Abenddämmerung tätig sein. Aber auch bei warmem Wetter legen sie häufig Ruhepausen ein. Während sie in Aktivitätsphasen die Fühler nach vorn gestreckt halten, legen sie in Ruhephasen die Fühler nach hinten an den Körper.
Die Flugzeiten liegen in Norddeutschland von Mitte April bis Juni. Fliegende Käfer wurden nur in Fallen für den bodennahen Flug gefangen, nicht in Flugfallen, die in mehreren Metern Höhe angebracht werden. Auch in Bodenfallen wurden die Käfer nur ausnahmsweise gefangen.

### Paarung
Zwei protokollierte Paarungen zeigten folgende Gemeinsamkeiten. Zu Beginn der Paarung trug das Weibchen mit nach vorn gerichteten Fühlern das Männchen mit nach hinten gerichteten Fühlern auf seinem Rücken mit. Das Männchen versuchte nun abwechselnd auf beiden Seiten mit einem Fühler den entsprechenden Fühler des Weibchens nach hinten zu führen. Nach mehreren Versuchen ließ das Weibchen die Fühler nach hinten gerichtet und das Paar verharrte etwa zwanzig Minuten mit nach hinten gerichteten Fühlern an einer Stelle, während sich das Weibchen eine sehr langsame seitliche Drehbewegung ausführte. Nach etwa achtzig Minuten begann das Weibchen wieder mit nach vorn gerichteten Fühlern zu laufen und das Männchen versuchte nochmals erfolgreich, durch mehrfaches nach hinten Führen der Fühler des Weibchens dieses ruhig zu stellen. Das Paar trennte sich nach insgesamt nahezu zwei Stunden. Nach der Trennung fand beim zufälligen Aufeinandertreffen der Partner kein neuer Paarungsversuch statt.

### Eiablage
Zur Eiablage benagen die Weibchen kopfunter die Stängel, ohne das Abgenagte zu fressen. Dann drehen sie sich um 180°, versenken den Legestachel in das genagte Loch und setzen ein Ei ab. Die Eiablage dauert etwa acht Minuten. Es können mehrere Eier in die gleiche Pflanze abgelegt werden.

### Weitere Entwicklung
Die Larven bohren ihre Gänge in Stängel von drei bis fünf Millimeter Durchmesser. Sie fressen sich dabei entlang der Stängelachse und füllen die genagten Gänge mit Fraß (Mischung aus Genagsel und Exkrementen). Wenn die Larven im Wurzelbereich angelangt sind, legen sie eine Puppenwiege mit einer Länge von 3,4 Zentimetern und einer Dicke von 3 bis 3,5 Millimetern an. Die Verpuppung findet in der zweiten Sommerhälfte statt, die Häutung zum Käfer erfolgt im Herbst. Der Käfer überwintert kopfoben in der Wiege. Erst mit der Erwärmung im kommenden Jahr verlassen die Käfer die Puppenwiege.

## Verbreitung
Der Käfer kommt innerhalb Europas hauptsächlich in Südeuropa vor, besonders im Osten. Man findet ihn jedoch auch im Südwesten (Portugal, Frankreich und Italien mit Sizilien) und weiter nördlich (Lettland, Polen, Deutschland, Österreich, Belarus).
Darüber hinaus erstreckt sich das Verbreitungsgebiet der Art in die Ostpaläarktik bis nach China (Kaukasus, südlicher Ural, Kasachstan, Zentralasien und westliches Asien).